# Lista de medalhas austríacas nos Jogos Olímpicos da Juventude
Este anexo contém uma lista detalhada das medalhas austríacas nos Jogos Olímpicos da Juventude, de Verão, de Inverno e os totais combinados e parciais.

## A Lista
| Edição                                          | Medalha | Nome                                                                 | Esporte            | Evento                   |  |
| ----------------------------------------------- | ------- | -------------------------------------------------------------------- | ------------------ | ------------------------ |  |
| Verão de 2010 (1 Ouro e 3 Bronzes)              | Ouro    | Lara Vadlau                                                          | Vela               | Byte CII feminino        |  |
| Verão de 2010 (1 Ouro e 3 Bronzes)              | Bronze  | Viktoria Wolffhardt                                                  | Canoagem           | Slalom K1 feminino       |  |
| Verão de 2010 (1 Ouro e 3 Bronzes)              | Bronze  | Christine Huck                                                       | Judo               | Até 52 kg feminino       |  |
| Verão de 2010 (1 Ouro e 3 Bronzes)              | Bronze  | Alois Knabl                                                          | Triatlo            | Individual masculino     |  |
| Inverno de 2012 (6 Ouros, 4 Pratas e 3 Bronzes) | Ouro    | Marco Schwarz                                                        | Esqui alpino       | Combinado masculino      |  |
| Inverno de 2012 (6 Ouros, 4 Pratas e 3 Bronzes) | Ouro    | Marco Schwarz                                                        | Esqui alpino       | Slalom gigante masculino |  |
| Inverno de 2012 (6 Ouros, 4 Pratas e 3 Bronzes) | Ouro    | Michelle Buchholzer                                                  | Esqui estilo livre | Esqui cross feminino     |  |
| Inverno de 2012 (6 Ouros, 4 Pratas e 3 Bronzes) | Ouro    | Elisabeth Gram                                                       | Esqui estilo livre | Halfpipe feminino        |  |
| Inverno de 2012 (6 Ouros, 4 Pratas e 3 Bronzes) | Ouro    | Miriam Stefanie Kastlunger                                           | Luge               | Feminino simples         |  |
| Inverno de 2012 (6 Ouros, 4 Pratas e 3 Bronzes) | Prata   | Benjamin Maier Robert Ofensberger                                    | Bobsleigh          | 2 homens                 |  |
| Inverno de 2012 (6 Ouros, 4 Pratas e 3 Bronzes) | Prata   | Áustria                                                              | Hóquei no gelo     | Competição feminina      |  |
| Inverno de 2012 (6 Ouros, 4 Pratas e 3 Bronzes) | Prata   | Carina Mair                                                          | Skeleton           | Feminino individual      |  |
| Inverno de 2012 (6 Ouros, 4 Pratas e 3 Bronzes) | Prata   | Stefan Geisler                                                       | Skeleton           | Masculino individual     |  |
| Inverno de 2012 (6 Ouros, 4 Pratas e 3 Bronzes) | Bronze  | Mathias Graf                                                         | Esqui alpino       | Slalom masculino         |  |
| Inverno de 2012 (6 Ouros, 4 Pratas e 3 Bronzes) | Bronze  | Christine Ager                                                       | Esqui alpino       | Super-G feminino         |  |
| Inverno de 2012 (6 Ouros, 4 Pratas e 3 Bronzes) | Bronze  | Miriam Stefanie Kastlunger Armin Frauscher Thomas Steu Lorenz Koller | Luge               | Revezamento time misto   |  |
| Inverno de 2012 (6 Ouros, 4 Pratas e 3 Bronzes) |         |                                                                      |                    |                          |  |
| Totais - Verão                                  |         |                                                                      |                    |                          |  |
| Ouro                                            | 1       | 1                                                                    | 1                  | 1                        |  |
| Prata                                           | 0       | 0                                                                    | 0                  | 0                        |  |
| Bronze                                          | 3       | 3                                                                    | 3                  | 3                        |  |
| Total                                           | 4       | 4                                                                    | 4                  | 4                        |  |
| Totais - Inverno                                |         |                                                                      |                    |                          |  |
| Ouro                                            | 6       | 6                                                                    | 6                  | 6                        |  |
| Prata                                           | 4       | 4                                                                    | 4                  | 4                        |  |
| Bronze                                          | 3       | 3                                                                    | 3                  | 3                        |  |
| Total                                           | 13      | 13                                                                   | 13                 | 13                       |  |
| Totais - Verão + Inverno                        |         |                                                                      |                    |                          |  |
| Ouro                                            | 7       | 7                                                                    | 7                  | 7                        |  |
| Prata                                           | 4       | 4                                                                    | 4                  | 4                        |  |
| Bronze                                          | 6       | 6                                                                    | 6                  | 6                        |  |
| Total de Medalhas                               | 17      | 17                                                                   | 17                 | 17                       |  |